# Ruszków Drugi
Ruszków Drugi est une localité polonaise de la gmina rurale de Kościelec, située dans le powiat de Koło en voïvodie de Grande-Pologne. Elle se situe à environ 6 kilomètres au sud-ouest de la ville de Koło et 116 kilomètres à l'est de Poznań, la capitale régionale. 